# Trigonisca discolor
Trigonisca discolor (лат.) — вид безжальных пчёл из трибы Meliponini семейства Apidae. Гоностили рабочих с несколькими сетами в дополнение к мелким волоскам. Не используют жало при защите. Жало у них сохранилось, но в сильно редуцированном виде. Вид был впервые описан в 1965 году энтомологом А. Уилли (A. Wille) под первоначальным именем Trigona (Trigonisca) discolor. Гнездятся в полостях деревьев.

## Распространение
Неотропика: Коста-Рика (San José).